# Tropaeolum orinocense
Tropaeolum orinocense là một loài thực vật có hoa trong họ Tropaeolaceae. Loài này được P.E.Berry miêu tả khoa học đầu tiên năm 1992.